# Monolepis nuttalliana
Monolepis nuttalliana là loài thực vật có hoa thuộc họ Dền. Loài này được (Schult.) Greene mô tả khoa học đầu tiên năm 1891.